# Steatoda paykulliana obsoleta
Steatoda paykulliana là một phân loài nhện trong họ Theridiidae.
Loài này thuộc chi Steatoda. Steatoda paykulliana obsoleta được Embrik Strand miêu tả năm 1908.

## Hình ảnh

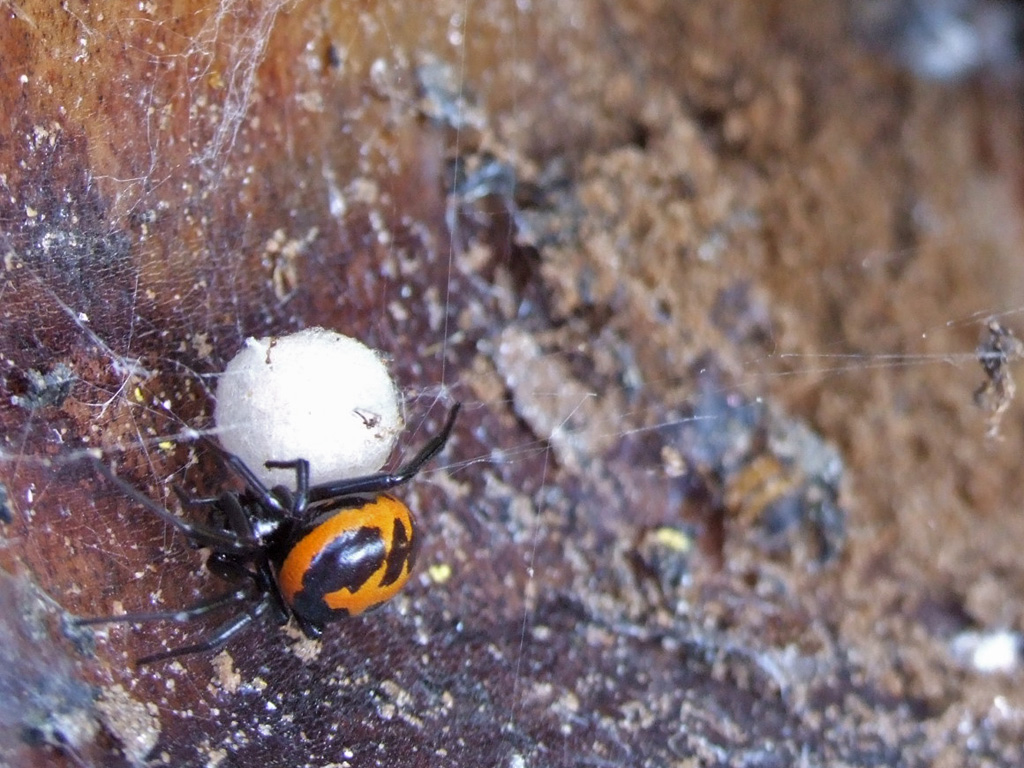
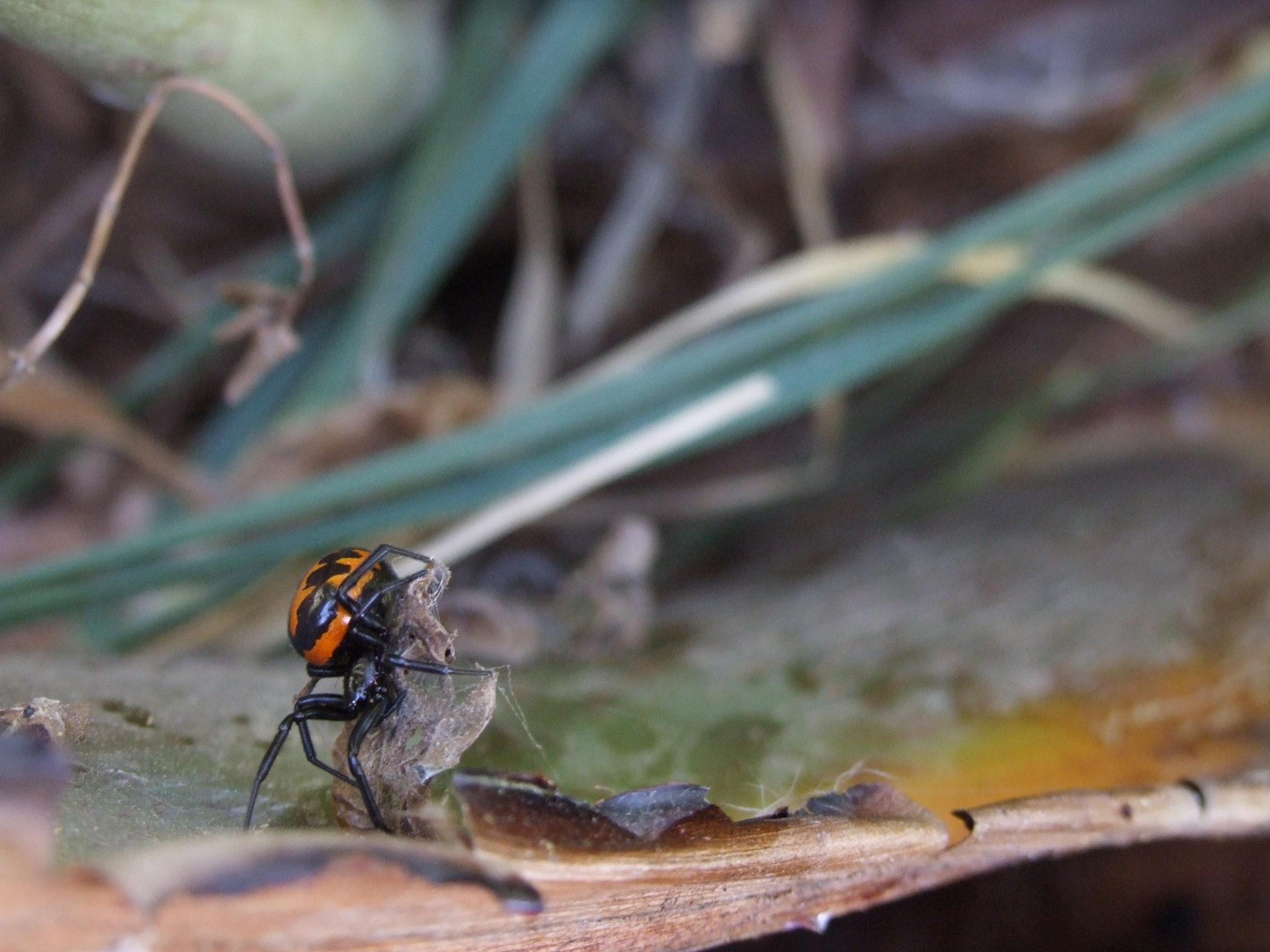
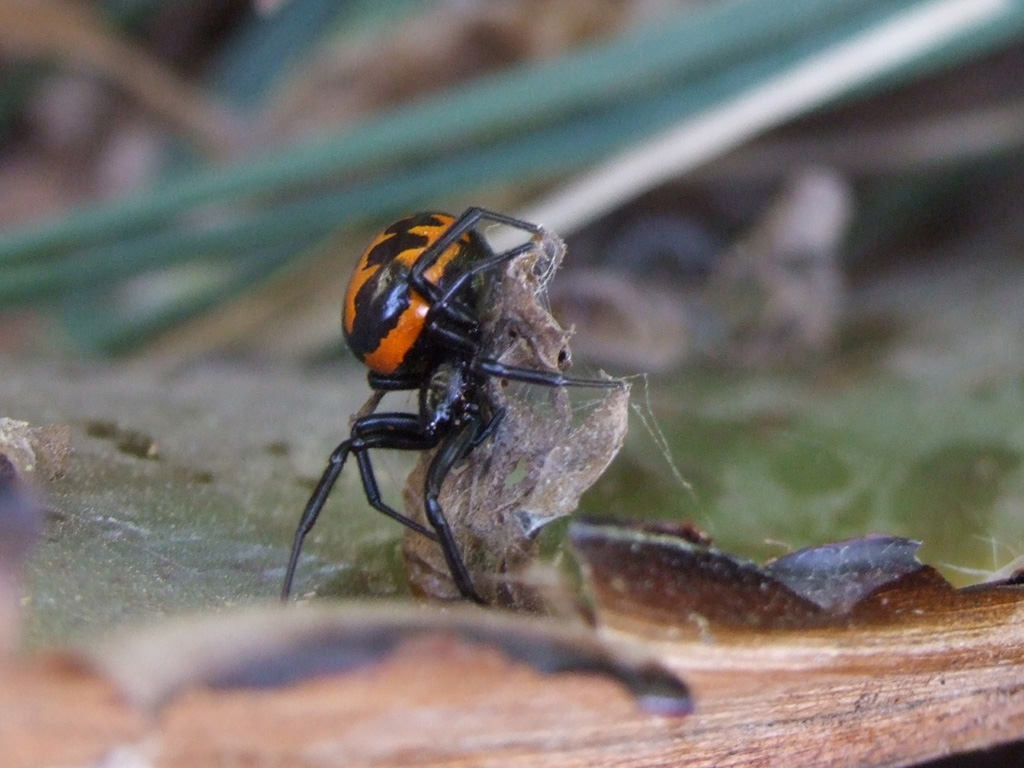
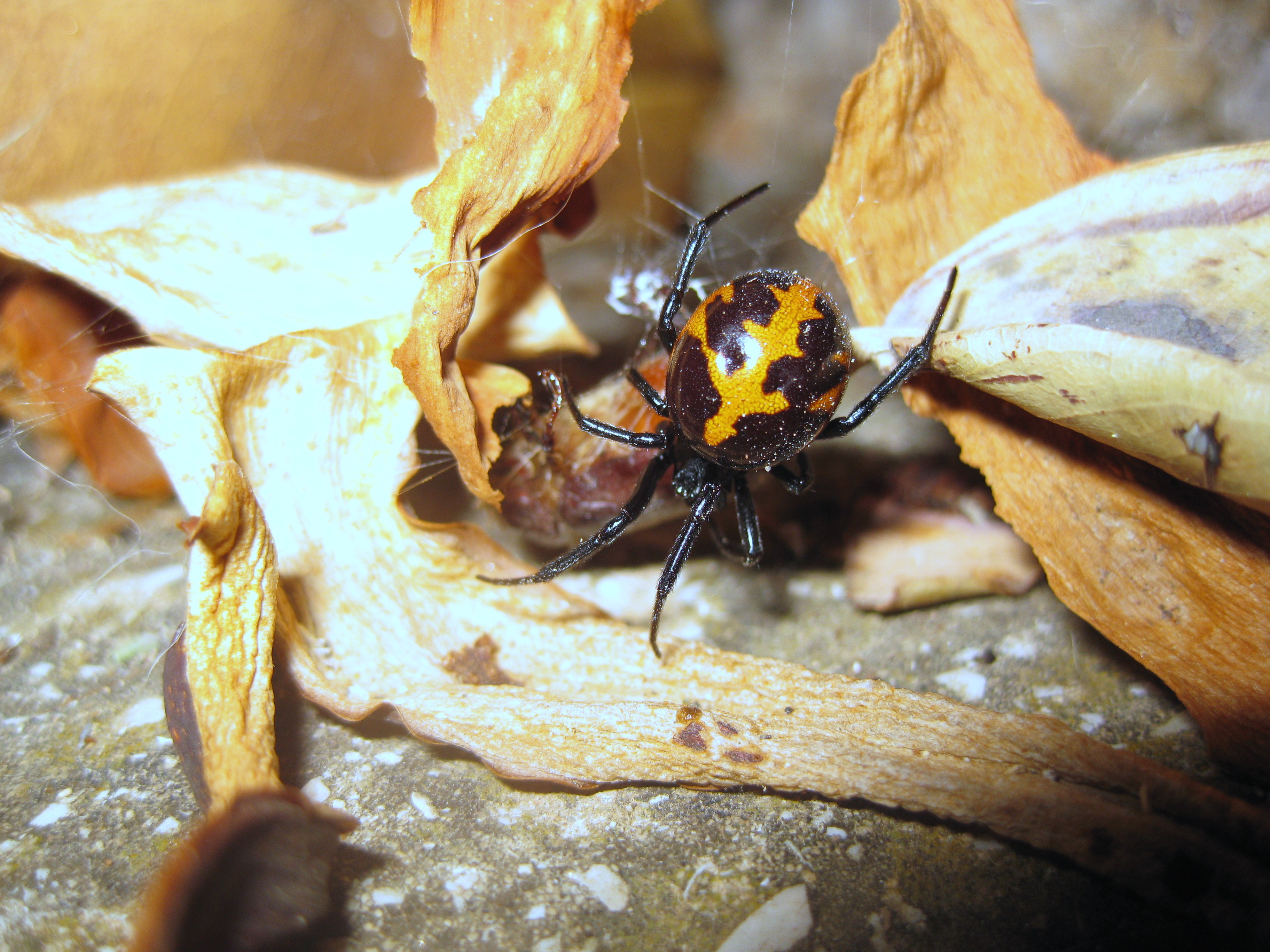